# Wang Xian

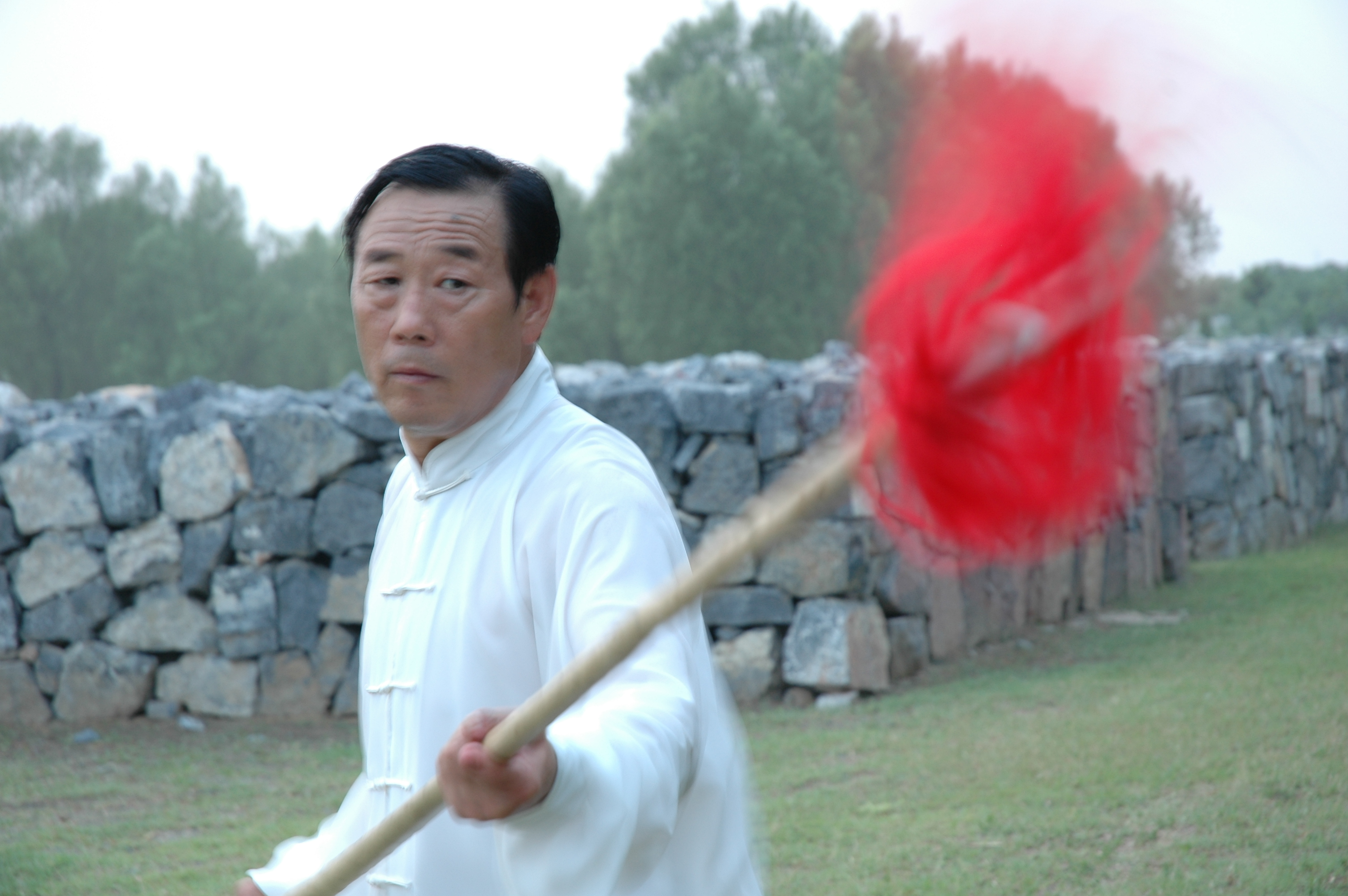
Wang Xi’an – Taiji-Speer (2006)

Wang Xian, korrekt nach Pinyin-Orthografie Wang Xi’an (chinesisch 王西安, Pinyin Wáng Xī'ān; * 17. Juli 1944 im Distrikt Xinyang der Stadt Zhengzhou, Provinz Henan; † 6. Februar 2024 in Kreis Wen (Wen Xian) der Stadt Jiaozuo), war ein Hauptvertreter des Chen-Stil Taijiquan („Chen-Stil-Schattenboxen“) in der 19. Generation.

## Leben und Karriere
1945 zogen seine Eltern mit ihm nach Chenjiagou in der Provinz Henan um, das heute bekannt ist als Geburtsort des Taijiquan. Wang Xi’an begann seine Taijiquan-Ausbildung 1958 unter Chen Zhaopi, 18. Generation Chen-Stil. Von Chen Zhaopi erlernte er dessen ganzes Wissen, welches Laojia Yilu (Alte Körperhaltung erste Form, 老架一路) und Erlu (zweite Form, 老架二路), Wubu Tuishou (Fünf-Schritte Push Hands, 五步推手,  Wǔbù tuīshǒu), Taijijian (Taiji-Schwert, 太极剑), Taijidao (Taiji-Säbel, 太极刀), Taijiqiang (Taiji-Speer, 太极枪), Taijigun (Taiji-Stock, 太极棍) und vieles mehr umfasste. Nach Chen Zhaopis Tod im Jahr 1972 setzte er seine Studien bei Chen Zhaokui, ebenfalls 18. Generation Chen-Stil, fort. Von ihm lernte er bis zu dessen Tod im Jahr 1981 den neuen Rahmen des Chen-Stils nach Chen Fake.
1982 gewann er die 1. Chinesische Tuishou-Meisterschaft. Diesen Erfolg konnte er 1985 wiederholen.
Wang Xi’an galt zusammen mit Chen Xiaowang, Zhu Tiancai und Chen Zhenglei als einer der herausragenden Vertreter des Chen-Stil Taijiquan. Diese vier Meister tragen den Ehrentitel „Si Da Jingang“, die „Vier Wächter Buddhas“ (四大金刚).
Wang Xi’an unterrichtete in ganz China und lehrt seine Kunst auch in Japan, den USA, Südkorea, Frankreich, Spanien, Italien, Griechenland und der Schweiz.
2002 eröffnete er in Chenjiagou die Chenjiagou Wushuyuan-Schule, eine Schule für chinesische und ausländische Taiji-Studenten, die heute von seinem zweiten Sohn Wang Zhanjun geleitet wird.
Wang Xi’an unterrichtete nebst dem klassischen Chen-Stil Taijiquan auch seine eigene Ausprägung, die er auf Basis des Chen-Stils weiterentwickelt hatte, darunter das anwendungsbezogene Taiji Sanshou.
Wang Xi’an verstarb nach längerer Krankheit am 6. Februar 2024 in Wenxian, der Kreis (Xian) zu der Chenjiagou gehört.

## Werke (Auswahl)
- 王西安 Wang Xi’an: 陈式太极拳推手技法,  Chénshì Tàijíquán Jìfǎ (= 太极功夫系列,  Tàijí Gōngfū Xìliè). 3. Auflage. 河南科学技术大学出版社,  Hénán Kēxué Jìshù Dàxué Chūbǎnshè, China 2014, ISBN 978-7-5349-7146-4 (chinesisch, Es gibt seit 2009 eine englische Übersetzung des Originalwerks unter ISBN 978-1-876935-00-9).
- Wang Xi’an: Chen Family Taijiquan Tuishou. 1. Auflage. INBI Matrix PTY Ltd, Australien 2009, ISBN 978-1-876935-00-9 (englisch, Online-Rezension – chinesisch: 陈式太极拳推手技法. China 1998. Übersetzt von Zhang Yanping, Erstausgabe: 河南科学技术大学出版社, China).